# Асаф Алі Аруна
Аруна Аса́ф Алі́ (бенг. অরুণা আসফ আলী; нар. 16 липня 1909, Калка — пом. 29 липня 1996, Нью-Делі) — індійська політична і громадська діячка.

## Біографія
Народилася 16 липня 1909 року в Пенджабі в місті Калка в родині бенгальських брахмаістів. Початкову освіту отримала при монастирі в Лахорі, потім навчалася в Найнітале, після працювала викладачем в Калькутті. У 1928 році вийшла заміж за Асафа Алі, лідера партії Конгресу в Аллахабаді і мусульманина, незважаючи на протести батьків через їхню різницю у віросповіданні і віці. Під впливом чоловіка стала активним діячем Індійського національного конгресу, брала активну участь в Соляному поході. У 1931 і 1932 роках була заарештована, після другого звільнення на час відійшла від громадської діяльності.
У 1947—1948 роках очолювала Делійський провінційний комітет ІНК. У 1958—1959 роках — мер Делі. Одна з основоположниць руху за емансипацію жінок в Індії. З 1963 року президент-виконавець Індійського інституту афро-азійської солідарності, з 1965 року віцепрезидент Індійсько-радянського товариства з розвитку культурних зв'язків.
Померла в Нью-Делі 29 липня 1996 року.

## Відзнаки
У 1965 році нагороджена Міжнародною Ленінською премією миру, в 1991 році — премією Джавахарлала Неру. У 1984 році нагороджена радянським орденом Дружби народів. У 1992 році отримала другу за вагомістю цивільну нагороду Індії — Падма Вібхушан, а в 1997 році (посмертно) — Бхарат Ратна, найвищу нагороду країни.